# Wolfram Dette
Wolfram Dette (* 15. August 1951 in Weimar) ist ein deutscher Kommunalpolitiker (FDP) und war von 1997 bis 2015 Oberbürgermeister der Stadt Wetzlar.

## Werdegang
Der Sohn eines Arztes kam 1959 mit seinen Eltern aus der DDR nach Wetzlar. Ab dem zweiten Schuljahr besuchte er die Freiherr-vom-Stein-Schule. Dette war Schulsprecher der Goetheschule Wetzlar und 1969/70 hessischer Landesschulsprecher. 1971 machte er an der Goetheschule sein Abitur. Er studierte Rechtswissenschaft an der Justus-Liebig-Universität Gießen und bestand beide juristische Staatsexamen mit Prädikat. Anschließend war er zunächst wissenschaftlicher Angestellter an der Universität Gießen.
1981 wurde er als Stadtkämmerer in den Magistrat der Stadt Wetzlar gewählt und war von 1987 an zusätzlich Kulturdezernent. Im Jahr 1997 wurde Dette direkt zum Oberbürgermeister Wetzlars gewählt und 2003 sowie 2009 in seinem Amt bestätigt. 2011 erhielt er den Hessischen Verdienstorden am Bande. Er kündigte im September 2014 an, sich nicht für eine weitere Amtszeit zur Wahl zu stellen und schied deshalb im November 2015 als dienstältester und einziger FDP-Oberbürgermeister Hessens aus dem Amt. Als Nachfolger wurde im Juni 2015 der SPD-Politiker Manfred Wagner gewählt. Die Amtsübergabe fand am 27. November 2015 statt. Wenige Tage später, am 1. Dezember 2015, erhielt er von Volker Bouffier die Wilhelm-Leuschner-Medaille.
Dette lebt im Stadtteil Steindorf.

## Ämter und Funktionen
Dette war Mitglied im Präsidium und im Finanzausschuss des Hessischen Städtetags sowie Mitglied des hessischen Integrationsbeirats. Er gehörte der Kommission zur Reform des hessischen Beamtenrechts an. Kraft seines Amtes war Dette unter anderem Aufsichtsratsvorsitzender der enwag Energie- und Wassergesellschaft mbH Wetzlar sowie stellvertretender Verwaltungsratsvorsitzender der Sparkasse Wetzlar. Er war Mitglied im Präsidium der deutschen Sektion des Rats der Gemeinden und Regionen Europas. Er war beim Hessentag 2012 in Wetzlar Teil des Organisationskomitees.

## Parteipolitische Ämter und Funktionen
Dette war Vorsitzender der FDP Wetzlar, heute ist er Ehrenvorsitzender. Außerdem war er Vorsitzender der Vereinigung Liberaler Kommunalpolitiker Hessen e.V. und Vorsitzender der Bundesvereinigung Liberaler Kommunalpolitiker (VLK). Auch in diesen beiden Vereinigungen ist er heute Ehrenvorsitzender.

## Belege
1. ↑  Hessischer Verdienstorden für Oberbürgermeister Wolfram Dette. In: Hess-Staedtetag.de, 1. September 2011.
2. ↑  Auflistung im Staatsanzeiger für das Land Hessen. (PDF) Archiviert vom Original (nicht mehr online verfügbar) am 4. März 2016; abgerufen am 13. Februar 2022.  Info: Der Archivlink wurde automatisch eingesetzt und noch nicht geprüft. Bitte prüfe Original- und Archivlink gemäß Anleitung und entferne dann diesen Hinweis.
3. ↑  OB Wolfram Dette tritt nicht mehr an. (Seite nicht mehr abrufbar, festgestellt im Juni 2024. Suche in Webarchiven)  Info: Der Link wurde automatisch als defekt markiert. Bitte prüfe den Link gemäß Anleitung und entferne dann diesen Hinweis. In: Gießener Allgemeine, 22. September 2014.
4. ↑  Ende der FDP-Ära. Wetzlar wählt SPD-Oberbürgermeister. In: hr-online.de, 14. Juni 2015.

| Personendaten    | Personendaten                                                       |
| ---------------- | ------------------------------------------------------------------- |
| NAME             | Dette, Wolfram                                                      |
| KURZBESCHREIBUNG | deutscher Kommunalpolitiker (FDP) und Oberbürgermeister von Wetzlar |
| GEBURTSDATUM     | 15. August 1951                                                     |
| GEBURTSORT       | Weimar                                                              |